# Франк Тичино
Франк Тичино (итал. Franco) — денежная единица швейцарского кантона Тичино. Франк = 20 сольдо = 240 денаро.

## История
Кантон Тичино, созданный в 1803 году, начал чеканку собственных монет в 1813 году.
Конституция Швейцарии, принятая в 1848 году, устанавливала исключительное право федерального правительства на чеканку монеты. Монеты кантона к этому времени уже не выпускались, их чеканка была прекращена в 1841 году. 7 мая 1850 года был принят федеральный закон о чеканке монет, в том же году начата чеканка швейцарских монет.
Банкноты банками кантона в 1803—1860 годах не выпускались. В 1861—1907 годах, после введения швейцарского франка, выпускали банкноты:
- Banca Cantonale Ticinese (основан в 1858, выпускал банкноты в 1861—1907);
- Banca della Svizzera Italiana (основан в 1873, выпускал банкноты в 1874—1907);
- Banca Popolare di Lugano (основан в 1890, выпускал банкноты в 1891—1907);
- Credito Ticinese (основан в 1890, выпускал банкноты в 1891—1907)[2].

## Монеты и банкноты
Чеканились монеты:
- медные: 3, 6 денаро;
- биллонные: 3 сольдо;
- серебряные: 1⁄4, 1⁄2, 1, 2, 4 франка[3].